# Strihovské sedlo
Strihovské sedlo (644 m n.p.m.) – przełęcz w grupie górskiej Wyhorlat we wschodniej Słowacji.

## Położenie
Leży we wschodniej części grupy. Oddziela wielki masyw Działu (892 m n.p.m.) na południu od głównego zrębu tych gór z Wyhorlatem (1076 m n.p.m.) i Snińskim Kamieniem (1006 m n.p.m.) na północy i zachodzie. Pierwszym szczytem na północ od przełęczy jest Fedkov (978 m n.p.m.), zaś na południe – Jaseňovský vrch (819 m n.p.m.). Spod przełęczy w kierunku wschodnim spływa Kamenný potok, spływający do Ublianki, natomiast w kierunku zachodnim – potok Barlahov, dopływ Okny – i jeden, i drugi należą do dorzecza Użu.

## Nazwa
Nazwa przełęczy pochodzi od wsi Strihovce, leżącej tuż u wschodnich podnóży przełęczy. Przez przełęcz prowadzi droga leśna łącząca Strihovce z doliną Okny.

## Turystyka
Przełęcz jest węzłem szlaków turystycznych. Grzbietem przez siodło przełęczy biegnie czerwony  szlak z Podhorodzi na Sniński Kamień, natomiast w poprzek przez przełęcz prowadzą żółte  znaki z Potašni w dolinie Okny do Strihovec.